# Che vale per me
Che vale per me è un brano musicale composto da Marisa Terzi (testo) e da suo marito Carlo Alberto Rossi (musica), presentato al Festival di Sanremo 1968 nell'interpretazione di Peppino Gagliardi in abbinamento con Eartha Kitt ed eliminato alla prima doppia esecuzione, durante la prima serata.
Inizialmente, il brano era stato proposto ad Ornella Vanoni, che ne incise il provino, in previsione della successiva partecipazione al Festival di Sanremo 1968. Ma una volta ascoltata Casa bianca, la cantante milanese cambiò subito idea, optando per la canzone scritta da Don Backy, che avrebbe poi cantato con Marisa Sannia.
In sostituzione della Vanoni, fu allora chiamato Peppino Gagliardi, mentre Eartha Kitt era stata chiamata dopo il forfait all'ultimo momento di Sarah Vaughan, a causa di un intervento chirurgico. Ma l'interpretazione della Kitt non piacque all'autore Carlo Alberto Rossi, che voleva sostituire la crooner americana con la riproduzione del brano già inciso da Sarah Vaughan (proposta subito scartata poiché non prevista dal regolamento). Le polemiche che ne seguirono, non giovarono affatto al morale di Eartha Kitt, che fino all'ultimo si diceva fosse intenzionata a lasciare il Festival. Quel che è certo è che il brano non giunse in finale, anche a causa di un'esecuzione della Kitt forse un po' troppo sopra le righe, ma venne comunque ripreso da parecchi artisti di prestigio internazionale.

## 45 giri
Dopo il Festival esce il singolo di Gagliardi, contenente come lato B Oggi. Il 45 giri della Kitt associa invece la canzone sanremese ad Eccomi, un brano già precedentemente registrato da Mina, ma la cui versione rimase negli archivi addirittura fino al 1999. Eccomi portava le firme dello stesso Carlo Alberto Rossi insieme ad Augusto Martelli, che di Mina era all'epoca compagno e arrangiatore.

## Cover
Pochi giorni dopo la fine della rassegna, il brano fu registrato proprio da Mina, che ogni anno era solita ripescare dal Festival di Sanremo i motivi che più riteneva adatti. Molti anni dopo, l'autore Carlo Alberto Rossi ebbe modo di dichiarare che in seguito al grande successo, ottenuto solo e soltanto grazie all'interpretazione di Mina, di E se domani (inizialmente presentata da Fausto Cigliano e Gene Pitney a Sanremo '64), da quel momento ogni canzone da lui composta per la kermesse ligure, fu pensata proprio per la Tigre di Cremona.
La versione di Mina uscì come lato B del 45 giri avente sulla facciata principale Canzone per te, brano vincitore di quell'edizione. Le due canzoni vennero poi tradotte e incise dalla cantante per il mercato spagnolo.
È stata anche incisa da Sarah Vaughan in lingua inglese con il titolo What's good for me.